# Soe oja
Soe oja är ett vattendrag i Estland.   Det ligger i landskapet Võrumaa, i den södra delen av landet, 220 km sydost om huvudstaden Tallinn.